# Liste des ministres de l'Administration centrale tibétaine
Voici la liste des ministres de l'Administration centrale tibétaine. 

## 1erCabinet: 1960-1965
| Portefeuille           | Nom                     |
| ---------------------- | ----------------------- |
| Premier ministre       | Surkhang Wangchen Gelek |
| Religion               | Shenkha Gurmey Topgyal  |
| Affaires étrangères    | Neshar Thubten Tharpa   |
| Ministère des finances | Gadrang Lobsang Rigzin  |

## 2eCabinet: 1965-1970
| Portefeuille             | Nom                       |
| ------------------------ | ------------------------- |
| Premier ministre         | Shenkha Gurmey Topgyal    |
| Religion                 | Thubten Norsang           |
| Ministère de l'éducation | Kundeling Woeser Gyaltsen |
| Affaires étrangères      | Neshar Thubten Tharpa     |
| Ministre de l'Intérieur  | Phala Thupten Woenden     |
| Ministère des finances   | Garang Lobsang Rigzin     |

## 3eCabinet: 1970-1975
| Portefeuille             | Nom                       |
| ------------------------ | ------------------------- |
| Premier ministre         | Garang Lobsang Rigzin     |
| Religion                 | Kundeling Woeser Gyaltsen |
| Ministère de l'éducation | Jangchoe Tsering Gompo    |
| Ministre de l'Intérieur  | Wangdue Dorje             |
| Ministère des finances   | Tsering Gyaltong          |

## 4eCabinet: 1975-1980
| Portefeuille                | Nom                                             |
| --------------------------- | ----------------------------------------------- |
| Premier ministre            | Kundeling Woeser Gyaltsen                       |
| Ministère et de l'éducation | Taring Jigme Samten Wangpo, puis Thupten Ningee |
| Ministre de l'Intérieur     | Wangdue Dorje                                   |
| Sécurité                    | Jheshong Tsewang Tamdin                         |

## 5eCabinet: 1980-1985
| Portefeuille            | Nom                                       |
| ----------------------- | ----------------------------------------- |
| Premier ministre        | Wangdue Dorje                             |
| Éducation               | Phechö Thubten Nyinchen                   |
| Affaires étrangères     | Juchen Thupten Namgyal                    |
| Ministre Envoyé à Delhi | Rinchen Sadutshang (Sadu Rinchen Döndrub) |
| Sécurité                | Phuntsok Tashi Takla                      |
| Ministère des finances  | Jheshong Tsewang Tamdin                   |

## 6eCabinet: 1985- 1986
| Portefeuille                           | Nom                    |
| -------------------------------------- | ---------------------- |
| Premier ministre                       | Juchen Thupten Namgyal |
| Ministère et de l'éducation            | Tenzin Geyche Tethong  |
| La Sécurité et des Affaires étrangères | Tashi Wangdi           |
| Ministère des finances                 | Lobsang Dargyal        |

## 7eCabinet: 1986-1990
| Portefeuille                                                     | Nom                    |
| ---------------------------------------------------------------- | ---------------------- |
| Premier ministre                                                 | Juchen Thupten Namgyal |
| Vicekalön                                                        | Tenzin Geyche Tethong  |
| Ministère de la Religion et de la Culture, ministère de la santé | Shiwo Lobsang Dhargye  |
| Affaires étrangères                                              | Tashi Wangdi           |
| Ministre de l'Intérieur                                          | Alak Jigme Lhundup     |
| Ministère et de l'éducation et de la santé                       | Lodi Gyari             |
| Ministère des finances                                           | Lobsang Dargyal        |

## 8eCabinet: mai 1990 - juillet 1991
| Portefeuille                                               | Nom                    |
| ---------------------------------------------------------- | ---------------------- |
| Premier ministre                                           | Kalsang Yeshi          |
| Ministère et de l'éducation et de la santé                 | Jetsun Pema            |
| Sécurité, Affaires étrangères et Relations internationales | Tenzin Namgyal Tethong |

## 9eCabinet: août 1991 - janvier 1993
| Portefeuille                            | Nom                    |
| --------------------------------------- | ---------------------- |
| Premier ministre                        | Gyalo Dhondup          |
| Religion et de la santé                 | Kalsang Yeshi          |
| Ministère et de l'éducation             | Jetsun Pema            |
| Affaires étrangères                     | Tashi Wangdi           |
| Ministre de l'Intérieur et des Finances | Tenzin Namgyal Tethong |

## 10eCabinet: février 1993 - mai 1996
| Portefeuille                            | Nom                      | van/tot              |
| --------------------------------------- | ------------------------ | -------------------- |
| Premier ministre                        | Tenzin Namgyal Tethong   | 1993-1995            |
| Religion                                | Kalsang Yeshi            | 1993-1996            |
| Ministère et de l'éducation             | Jetsun Pema              | février-juillet 1993 |
| Ministère et de l'éducation             | Rinchen Khandro Choegyal | 1993-1996            |
| Affaires étrangères                     | Tashi Wangdi             | 1993-1996            |
| Ministre de l'Intérieur et des Finances | Sonam Topgyal            | 1993-1996            |
| Sécurité                                | Gyalo Dhondup            | 1993                 |
| Sécurité                                | Lhamo Tsering            | 1993 - août 1996     |
| Ministère de la santé                   | Rinchen Khandro Choegyal | 1993-1996            |
| Ministère des finances                  | Dawa Tsering             | 1994-1996            |

## 11eCabinet: juin 1996 - août 2001
| Portefeuille                | Nom                      | van/tot                    |
| --------------------------- | ------------------------ | -------------------------- |
| Premier ministre            | Kalsang Yeshi            | mars 1996 - 1997           |
| Premier ministre            | Sonam Topgyal            | avril 1997 - 2001          |
| Religion                    | Kirti Rinpoché           | avril 1997 - mars 1999     |
| Ministère et de l'éducation | Rinchen Khandro Choegyal | août 1996 - 2001           |
| Affaires étrangères         | Tashi Wangdi             | août 1996 - 2001           |
| Affaires étrangères         | Tsewang Choegyal Tethong | avril 1997 - août 2001     |
| Ministre de l'Intérieur     | Tempa Tsering            | avril 1997 - août 2001     |
| Sécurité                    | Alak Tenzin Pälbar       | 1996 - mai 1998            |
| Sécurité                    | Dongak Tenzin            | février 1996 - 1997        |
| Sécurité                    | Pema Chinjor             | septembre 1998 - août 2001 |
| Ministère de la santé       | Samkhar Yangkee Dhashi   | août 1996 - 2001           |
| Ministère des finances      | Söpa Gyatso              | août 1996 - 2001           |

## 12eCabinet: septembre 2001 - août 2006
| septembre 2001 - 2005                                                        |                       |
| Premier ministre, sécurité, Affaires étrangères et Relations internationales | Samdhong Rinpoché     |
| Religion et de l'éducation                                                   | Thubten Lungrig       |
| Ministre de l'Intérieur                                                      | Lobsang Nyima         |
| Ministère de la santé et des finances                                        | Lobsang Nyandak Zayul |
| mars 2005 - 2006                                                             |                       |
| Premier ministre                                                             | Samdhong Rinpoché     |
| Ministère de la santé et de l'éducation                                      | Thubten Lungrig       |
| Religion                                                                     | Lobsang Nyima         |
| Finances en Affaires étrangères                                              | Lobsang Nyandak Zayul |

## 13eCabinet: septembre 2006 - août 2011
| Portefeuille                                                | Nom                  |
| ----------------------------------------------------------- | -------------------- |
| Premier ministre                                            | Samdhong Rinpoché    |
| Ministère de la religion et ministère de la culture         | Tsering Phuntsok     |
| Ministère des finances                                      | Tsering Dhondup      |
| Ministère de l'éducation                                    | Thupten Lungrik      |
| Ministère de la sécurité                                    | Ngodup Dongchung     |
| Ministère de l’information et des relations internationales | Kesang Yangkyi Takla |
| Ministère de la santé                                       | Chope Paljor Tsering |
| Ministergezant in New Delhi                                 | Tempa Tsering        |

## 14eCabinet: septembre 2011 - 2016
| Portefeuille                                                | Nom              |
| ----------------------------------------------------------- | ---------------- |
| Premier ministre                                            | Lobsang Sangay   |
| Ministère de la religion et ministère de la culture         | Pema Chinjor     |
| Ministère de l'intérieur                                    | Dolma Gyari      |
| Ministère des finances                                      | Tsering Dhondup  |
| Ministère de la sécurité                                    | Ngodup Dongchung |
| Ministère de l’information et des relations internationales | Dicki Chhoyang   |
| Ministère de la santé                                       | Tsering Wangchuk |

## 15eCabinet: 2016 - 2021
| Portefeuille                                                | Nom                       |
| ----------------------------------------------------------- | ------------------------- |
| Premier ministre                                            | Lobsang Sangay            |
| Ministère de la religion et ministère de la culture         | Karma Gelek Yuthok        |
| Ministère de l'intérieur                                    | Sonam Topgyal Khorlatsang |
| Ministère des finances                                      | Karma Yeshi               |
| Ministère de la sécurité                                    | Phagpa Tsering Labrang    |
| Ministère de l’information et des relations internationales | Tenzin Dhardon Sharling   |
| Ministère de la santé                                       | Choekyong Wangchuk        |
| Ministère et de l'éducation                                 | Pema Yangchen             |

## 16eCabinet: 2021 -
| Portefeuille                                                | Nom           |
| ----------------------------------------------------------- | ------------- |
| Premier ministre                                            | Penpa Tsering |
| Ministère de l'intérieur                                    | Dolma Gyari   |
| Ministère de l’information et des relations internationales | Norzin Dolma  |
| Ministère et de l'éducation                                 | Tharlam Dolma |